# Shatta
 (mai 2023).
Si vous disposez d'ouvrages ou d'articles de référence ou si vous connaissez des sites web de qualité traitant du thème abordé ici, merci de compléter l'article en donnant les références utiles à sa vérifiabilité et en les liant à la section « Notes et références ».
En pratique : Quelles sources sont attendues ? Comment ajouter mes sources ?
Genres associés
dancehall, reggaeton
Le shatta est un genre musical qui a vu le jour à la Martinique dans la seconde moitié des années 2010. Ce style de musique, considéré comme un sous-genre du dancehall, gagne en popularité dans le monde entier, touchant des publics diversifiés et influençant de nombreux artistes.

## Origines
Il tire ses origines plus précisément en Martinique, au cœur du quartier de Volga-Plage à Fort-de-France. Cette histoire musicale unique a été façonnée par PSK Shatta, fondateur de la PSK MUSIC Production, et portée par des artistes emblématiques comme Danthology et Mighty Mike considérés comme des pionniers dans ce style. D'autres artistes talentueux tels que Toupi, Elji, Politik Nai et Lieutenant ont contribué à ce style musical. 
Le terme shatta est également utilisé dans la vie de tous les jours aux Antilles, où il signifie c'est bien, mais d'une manière beaucoup plus explicite.
Le terme shatta est à l'origine un mot d'argot jamaïcain synonyme de gangsta, le mot shotta. Le terme semble être apparu pour la première fois en 2012 sur le réseau social Twitter avec l'expression « Trop shatta ».
Il a ensuite été repris dans les Antilles françaises et plus précisément en Martinique, où il est utilisé pour désigner une soirée, une ambiance, une personne ou un son.
En 2021, avec le morceau « Tic » qui connait une audience importante sur le réseau TikTok, Maureen est considéré comme l’initiatrice de la vague shatta.

## Caractéristiques
Il se caractérise par sa basse importante, des instruments traditionnels souvent réglés très bas pour donner un son dur. Les voix sont graves et robotiques, et les vibrations sont très digitales. Le genre est souvent associé à des rythmes plus lents, des lignes de basses profondes et des percussions sèches et minimalistes.
Il est également courant que ses paroles expriment des émotions intenses et une rage transformée en joie. La danse joue également un rôle important dans ce style de musique, renforçant son dynamisme et son énergie.

## Influence et popularité
Il a influencé de nombreux artistes dans le monde de la musique, qui ont intégré le style shatta dans leur musique. En 2023, le titre « Beleck » issu de l'album DNK d'Aya Nakamura est considéré comme de style shatta.
La musique shatta est devenue populaire non seulement dans les Antilles, mais aussi en Guyane, à la Réunion à l'île Maurice ou en Afrique de l'Ouest
Il faut noter que bien qu'il soit souvent associé à des musiques caribéennes comme le bouyon dominiquais et ses dérivés ou au dancehall, il a réussi à se distinguer par ses caractéristiques uniques et ses productions résolument électroniques.
L'artiste la plus représentative de ce mouvement est la chanteuse martiniquaise Maureen souvent appelée la Queen du shatta et co-autrice avec Kalash de « Laptop », premier tube shatta à être certifié single de platine par le Syndicat national de l'édition phonographique.